# Waldemar Bonsels
Waldemar Bonsels, född 21 februari 1880 och död 31 juli 1952, var en tysk författare.
Bonsels väckte uppmärksamhet redan med sina första verk Blut (1909) och Der tiefste Traum (1911). Sin största framgång vann han med barnberättelsen Die Biene Maja und ihre Abenteurer (1912, svensk översättning Biet Majas äventyr, 1918), en själfull och humoristisk bok, fylld av fantasi och naturinlevelse. I samma stil skrev han Das Anjekind (1913, svensk översättning Älvan 1919), Himmelsvolk, ein Buch von Blumen, Tieren und Gott (1915), Indienfahrt (1916, svensk översättning Indiska dagar och nätter 1921) med flera. Bonsels gav även ut lyrik.
Waldemar Bonsels var antisemit och sympatiserade med nazisterna. Ändå brändes alla verk av Bonsels utom Biet Majas äventyr, Himmelsvolk och Indiska dagar och nätter under bokbålen runt om i Nazityskland 1933.